# Rennes-sur-Loue
Rennes-sur-Loue – miejscowość i gmina we Francji, w regionie Burgundia-Franche-Comté, w departamencie Doubs.
Według danych na rok 1990 gminę zamieszkiwały 94 osoby, a gęstość zaludnienia wynosiła 17 osób/km² (wśród 1786 gmin Franche-Comté Rennes-sur-Loue plasuje się na 649. miejscu pod względem liczby ludności, natomiast pod względem powierzchni na miejscu 764.).